# 鬼斬り十蔵
『鬼斬り十蔵』（おにきりじゅうぞう）は、せがわまさきによる日本の漫画作品。『ヤングマガジンアッパーズ』（講談社）にて1998年1号から2000年16号まで連載。作者の初長期連載作品となる。単行本は全4巻。2003年にアッパーズKCから新装版が発売された。英題は「EYE OF THE DOG, JYUZO」。

## あらすじ
平安の世、大陰陽師安倍晴明に術比べで敗れた外道法師蘆屋道満は、晴明に対する呪いの言葉を吐きながら「鬼込の太刀」に封印されてしまう。それから800年余りが過ぎた時代。妄執に取り付かれて鬼と化した道満は、晴明の子孫である源蔵の体を乗っ取り現世に蘇り、源蔵の妹香奈瑚の魂を奪って晴明への復讐を企む。香奈瑚の体に封じられてしまった源蔵、愛憎の狭間で揺れ動きながら道満を追う妖狐尾咲、そして許婚である香奈瑚を救うべく奔走する剣士十蔵。それぞれの思惑は複雑に絡み合うが、それらは全て晴明の恐るべき計画の歯車でしかなかった。

## 登場人物

### 主要人物
腕 十蔵（かいな じゅうぞう）
主人公。源蔵の腹違いの弟で腕家の次男。香奈瑚とは許婚の間柄。恵まれた体格と人間離れした身体能力を持ち、闇魔流剣術を操る凄腕の剣士。無骨ながら礼儀は正しく、他者を守るためなら自らを省みない自己犠牲の精神と克己心を持つ。しかし敵と相対したときは表情が一変し、問答無用で切り捨てる猛進ぶりを見せる。
体内に狗神ゴウザを宿しており右目は異形。そのため戦闘中以外は右目を閉じているが、ゴウザに体を渡すと逆に左目が潰れる。またこのときは口元や髪型にもゴウザの影響が現われ、見た目はほぼ別人といった風体に変化する。
道満に奪われた源蔵の体と香奈瑚の魂を追っていく内に生死の境を幾度も彷徨い、その中で明鏡止水の境地に至り闇魔流剣術を完全に己のものとする。
腕 源蔵（かいな げんぞう）
腕家の長男で母親は妾であった葛葉。十蔵とは腹違い、香奈瑚とは種違いの兄。武家の長男だが遊び人気質で、柄の悪い連中と付き合い借金も抱えている。父親にも勘当されており家督は他家から来た養子が継いでいる。十蔵に頼りきっており自らが動くことはあまりないが、それは誰よりも十蔵を信頼している証でもある。わがままで自己中心的な軽口吐き、さらにトラブルメーカーな面もあるが、持ち前の明るさと時折見せる懐の深さなどでどこか憎めない人物。
自らの過ちで道満を復活させてしまった上に自分の体を奪われたため、その野望を食い止めるために旅に出ることになる。尾咲とは当初いがみ合ってはいたが、お互いの心情を吐露しあう内に次第に情を深めていった。
九曜 香奈瑚（くよう かなこ）
葛葉の娘で源蔵の異父妹。晴明の血を引いている。十蔵は異父兄の異母弟にあたり血のつながりはない。両親の死をきっかけに腕家に奉公に上がり、十蔵の許婚となる。天真爛漫で物怖じしない性格。基本的におっとりしているが、いざとなると源蔵も呆れるほどの行動力を見せる。
ごく普通の娘として育つが、道満に連れ去られたことで危機に瀕し、九曜の力が目覚め始める。他者と交感する能力を持ち、特に十蔵とは遠く離れていても心をやり取りできる。
尾咲（おさき）
半人半妖の妖狐。かつて道満に助けられたことで縁を持ち、やがて道満の子を宿す。しかし晴明の策略で子を失った挙句道満を憎むようになり、鬼込の太刀に自分もろとも道満を封印するに至る。源蔵の手により道満と共に封印から解かれ、再び道満を止めるため旅立つ。十蔵に気がある素振りを見せたり道満を憎みきれないところなど、やや惚れっぽい一面がある。
狐火や変化などの多彩な能力を持つが、他人に化けるのは苦手。
道中道満（が取り付いた源蔵）に犯され、再び道満（遺伝的には源蔵）の子を身ごもる。後日談では娘を連れて旅をしており、息子を預けた源蔵とは離れて暮らしている。
蘆屋道満（あしや どうまん）
始皇帝の末裔を名乗る秦氏の生まれ。父、兄を晴明に殺された恨みから陰陽道を極めて晴明と術比べにおよぶも、尾咲の裏切りなどもあり返り討ちに遭う。以来尾咲ともども鬼込の太刀に封印されていたが、なお衰えることのない憎悪から鬼へと変貌する。長いときを経て、封印を解いた源蔵の体を乗っ取り現世に復活。復讐のために必要である秘伝書「金烏玉兎集裏三巻」を探すため暗躍する。しかしそれが全て晴明の手のひらの上の出来事だとは気付いていなかった。
異常なまでに執念深く復讐のためなら手段を選ばないが、ザムザの命を救ったり尾咲に優しい言葉を投げかけたりするなど、時折情を感じさせる一面も見せる。
安倍晴明（あべの せいめい）
平安時代に生き、多くの式神を使役し様々な術を作り出した大陰陽師。数百年後の未来までをも見通し、人の運命を自在に操る。物語の根幹をなす最重要人物であり、全ての元凶とも言える。性格は傲岸不遜。
道満の行動については生まれた直後から術比べに至るまでの経緯、さらには数百年後に復活してさらに自分への復讐を企てるであろうことまで全て思惑通りであり、道満の飽くなき執念と術者としての才能を利用して、後の世に転生するという野望を達成する。しかし唯一十蔵の運命だけは読み取ることができず、それが原因で計画は最後に頓挫する。
実は平安時代の晴明自体が既に一度転生した姿であり、その前世は始皇帝の命令で不老不死の法を探していた道士徐福である。不老不死を求めて様々な人体実験を繰り返しており、妖狐、烏天狗などはその際の失敗作。始皇帝への恐怖心に駆られながら実験にいそしむが、ついに目的を果たすことなく病没。その後、偶然安倍晴明として転生したことで「転生による魂の永続こそが不老不死の一つの解答である」という結論に至った。
まだ乳飲み子の道満に、かつて恐怖の対象であった始皇帝と同じ相を見たためたじろいでしまい、それが許せず半ば八つ当たりの様な形で生活続命法のための手駒にすることを企む。

### その他の人物
九曜 葛葉（くよう くずは）
源蔵と香奈瑚の母。腕家で働く下女であったが、惣右衛門の手がつき源蔵を身ごもり妾となる。後に離縁され別の男性と一緒になり香奈瑚を授かるが、次の夫は病で帰らぬ人となる。その後重い病に罹り失明するが、生死の境を彷徨ったことで九曜の血が目覚め、夢使いとしての能力を得る。
晴明からのお告げで災いが降りかかることを知ったため、十蔵の夢に出て香奈瑚を守るように誘惑し、自らは先の病で病死したと偽り小縷羽とともに姿を消す。金烏玉兎集裏三巻を持っていたため道満に狙われることになる。
悪路（あくろ）
平安時代の道満の兄貴分。強盗用の式神を作らせる、詐欺まがいの占いをやらせるなど、道満をこき使って日銭を稼いでいた。かつては道満の父である陰陽師、蘆屋清太の従者であったが、清太と晴明の術比べの際、晴明に操られて清太の命を奪ってしまう。それ以来道満を陰陽師として育て、晴明に復讐するチャンスを窺っていた。
晴明の屋敷に忍び込んだところをゴウザに見つかるが、殺されかけながらもその左目を潰すという奮闘を見せる。しかしかつての自分と同じように晴明に操られた道満に刺された上に、ゴウザに首をもぎ取られるという惨い死に様を迎える。
腕 惣右衛門（かいな そうえもん）
腕家当主で源蔵と十蔵の父。勘当者でありながら家に上がり込んでいた源蔵を見咎め斬りつけたところ、逆に源蔵に刺されて命を落とす。その後道満によって魔物へと落とされ源蔵達に襲い掛かるが、十蔵に止めを刺される。
津十女（つとめ）
腕家の正妻で十蔵の母。長らく跡継ぎに恵まれなかったため嫡男を身ごもった葛葉には辛く当たっており、しまいには屋敷で起きた盗難事件の濡れ衣を葛葉に着せて屋敷から追い出してしまう。血のつながっていない源蔵のことも嫌っており、十蔵と源蔵が遊ぶことにすらいい顔をしなかった。病でこの世を去るまで源蔵と打ち解ける事はなかった。
蘆屋 清太（あしや きよふと）
秦氏の陰陽師で道満の父。ただでさえ「始皇帝の末裔」という眉唾物ものの出自を名乗る一族において、さらに親族からも怪しまれるほどの胡散臭さを持つ人物。晴明との術比べに破れ、従者悪路に刺されて死亡する。
九曜 小鳥（くよう ことり）
秦氏の末裔とされる巫女。晴明の妻であり2人の間に生まれた娘が九曜家の始まりであるとされているが、作中（道満の回想）ではまだ3歳。舌ったらずな口調が特徴の幼子である。
後に道満に誘拐されて情婦とされ、晴明への復讐の道具にされる。しかしそれすらも晴明の想定どおりの出来事であった。
このとき道満との間にできた娘が2代目の小鳥であり、実は晴明の妻となるのはこの2代目小鳥である。よって道満と晴明は義理の親子であり、源蔵、香奈瑚、葛葉は晴明だけではなく道満の子孫でもあるということになる。
彦丸（ひこまる）
平安時代の人形師。裕福ではないが人形作りの腕前は高く、度々晴明から仕事を依頼されている。
朱尾（あけび）
尾咲と（遺伝上は）源蔵の娘。後日談的内容である最終話で登場し年齢は7、8歳。本編では晴明の手によって式神にされかけていた。母親似で妖狐の血が強い。子供ながら礼儀正しくかしこまった挨拶もできるが、父源蔵の前では気恥ずかしいのかモジモジしてしまう。源蔵達とは暮らさず、尾咲と共に旅をして歩いている。
咲朗（ざくろ）
尾咲と（遺伝上は）源蔵の息子で朱尾とは双子。道満に瓜二つ。人間の血が強く、源蔵のたっての頼みから源蔵と共に暮らしている。
惣多朗（そうたろう）
十蔵と香奈瑚の息子。同じく最終話で登場。晴明に瓜二つ。3歳年上の咲朗と取っ組み合いの喧嘩をするほどのやんちゃ坊主。

### 式神、妖怪など
ゴウザ
十蔵の体に宿る狗神。十蔵が呼びかけたときやゴウザの感情が昂ぶったときに表に現われる。どもった喋り方が特徴。十蔵のことをいたく気に入っており、狗神に憑依されている限り宿主は子供を作ることができないため、いずれ十蔵のために死んでやろうとさえ思っている。
元は2000年以上前に晴明（徐福）の護衛のために作られた狗神で、道満や尾咲とも関わり合いがある。平安時代以降は晴明の「好きに生きよ」という命令（裏を返せば「けして死んではならない」という呪い）に忠実に従い彷徨っていた。その後武蔵坊弁慶や柳生十兵衛に取り憑いていたこともあり、義経の遺髪を届けたのが縁で多々朗太の知己になる。犬の本性から誰かに仕えることを好み、情に篤くまた激しやすい。
多々朗太（たたろうた）
通称「神鴉の多々朗太」。十蔵の師匠に当たる烏天狗。なりは小さいが1000年以上を生きる長命で剣の腕もかなりのもの。陰陽師の登場により退魔師としての仕事を奪われてしまい、以後人間嫌いとなる。それでも気に入った人間に闇魔流剣術を授けることもあったが、あまりにも儚い人間の一生に心を痛め、人間と距離を置くようになってしまう。
狸庵に十蔵を紹介された際もまともに教えるつもりはなかったが、なかなか音を上げない十蔵に付き合っている内に師弟関係ができあがってしまった。
姉の小縷羽には「多ぁちゃん」と呼ばれ頭が上がらない。
小縷羽（おるう）
多々朗太の姉で同じく烏天狗だが見た目は幼児体型の少女。背中の羽も小さく空は飛べず、また泳ぎも苦手。しかし多々朗太を育て上げただけあり、熟睡しているにもかかわらずザムザの気配を読み取り、眠ったまま木の枝を振るってザムザの腕を切り落とすという凄まじい技を見せた。
狸庵に頼まれ、葛葉の護衛（のついでに温泉巡り）の旅をしている。
玉尾（たまお）
尾咲の母で妖狐。幼い尾咲を連れ旅をしていたが、惚れた男を追って大陸へと渡る。
狸庵（まみあん）
八畳寺の住職。九曜家の後見人であり、葛葉と香奈瑚の面倒も見ていた。その正体は長命の古狸であり、平安時代の晴明とも知己。趣味は囲碁で多々朗太とは碁敵。
その立場から、金烏玉兎集裏三巻の在り処を探る道満に襲われる。異形へと変身させられてしまうが、多々朗太に救われ事なきを得る。
遮那王（しゃなおう）
多々朗太の一番弟子にして十蔵の兄弟子にあたる。遮那王は幼名で、後の名は源義経。多々朗太が形見として持っていた遺髪を元に、道満が生活続命法によって蘇らせる。しかし不完全な蘇生であったため中身は人とは呼べない状態で、多々朗太や十蔵の中のゴウザを見て嬉々として襲い掛かる。
ザムザ
「黒狗のザムザ」を名乗る狗神。人間の娘をさらって食おうとしていたところを運悪く十蔵に見つかり成敗される。宿主を身代わりにしてかろうじて生き延びた後は道満に拾われ、以降は何度も十蔵一行と対峙する。
実は人首丸を守るために晴明に作られた狗神。まだ子犬であった時は悪路と道満の兄弟に餌をもらって懐いていた時もあった。なぜか道満の式神である白丸に懐かれている。
かつては明智光秀に取り憑いたこともあり、気弱な光秀を唆して本能寺の変をひき起こしたのは自分であると自慢げに語っている。
人首丸（ひとかべまる）
晴明が彦丸に命じて作らせた鬼の人形。頭部には人間の遺体が用いられており、術をかけた猿轡を噛ませる事によってその魂を縛り付け、主の命令に忠実に従う自動人形としている。晴明が作った実験生物達の墓場を守るように配置され、近づく者を切り殺すように命令されていた。それと同時に自分の名前を呼んだ者に付き従うという命令も受けており、仕掛けを解いて人首丸の名前を呼んだ道満の従者となる。人形であるため「気」を読まれることはない上に腹を切られようと腕を落とされようと意に介さず、また人間には真似できない奇抜な動きで剣を振るう。さらに強い自己修復能力まで備える強敵。
その頭部には悪路の遺体が用いられており、猿轡が破壊されたことにより兄弟は800年ぶりに再会を果たす。その後は亡霊となって道満を守護した。
マサカズ
道満が作り出した河童。体を液体状に変化させることができる。外見は幼児程度の背丈だが、苦みばしった渋い表情をしている。香奈瑚の尻子玉を狙っている。
強い力は持たないが、要所要所に登場しては貴重な働きを見せる。

## 用語
金烏玉兎集（きんうぎょくとしゅう）
晴明の秘術を記した秘伝の書。表五巻と裏三巻がある。禁術、秘術を綴った裏三巻は巻物状の書物を晴明の髪で編んだ紐で縛ったものであり、九曜の家に代々伝わる。現在の継承者は葛葉。
というのが表向きの言い伝え。これは道満を騙すための方便であり、本物の裏三巻は九曜の娘の体内奥底に言霊として封印されている。娘を身ごもると同時に継承され、母親の体からは消失する。そのため実体は存在せず、継承者も既に葛葉から香奈瑚へと移っている。この事実を知るのは葛葉とゴウザ、十蔵のみ。
生活続命法（しょうかつぞくみょうのほう）
晴明が編み出した、死者をこの世に蘇らせる秘術。蘇らせる死者の肉体、もしくは毛髪などを必要とする。肉体が蘇っただけでは中身は不完全であり、場合によっては魔物と化してしまう。魂を宿らせるには金烏玉兎集裏三巻に記されている秘術が必要になる。
死者蘇生のみならずクローン生成も可能で、晴明はこれを用いて自分の影武者を作成していた。
闇魔流剣術（くらまりゅうけんじゅつ）
神鴉一族が用いる退魔の剣。元は晴明が授けたもので、不老不死の実験の際に生み出された魔物を駆逐するための技であった。極めれば相手の体を傷つけることなく魂魄を斬ることも可能になり、その域に達すればもはや刀は精神統一のためのものでしかなくなる。通常の人間が習得することは不可能だが、体内のゴウザと呼吸を合わせることができた十蔵が奇跡的に真髄を会得する。
鬼（おに）
長らく肉体を離れ、一つの思いに捕らわれ続けた人間の成れの果て。一度鬼と化してしまった精神はたとえ肉体に戻れたとしても人間には戻れない。鬼込の太刀の中で晴明への憎しみを募らせた道満がその例であり、憑依した源蔵の肉体ごと徐々に人間離れした容姿へと変貌していった。不老不死による魂の永続でもこの点がネックとなるが、晴明は生活続命法を編み出してこの問題をクリアしている。
鬼込の太刀（おにごめのたち）
九曜家の娘に伝わる短刀。九曜家の始まりから代々伝わる由緒正しい家宝だが、葛葉はこれが元で何度も悲劇を味わっている。元は晴明が道満を封じたもので800年以上に渡り道満と尾咲を閉じ込めていたが、源蔵が誤って封印を解いてしまう。
アッパーズＫＣＤＸ
アッパーズＫＣ

## 書誌情報
- せがわまさき『鬼斬り十蔵』講談社〈アッパーズKCDX〉、全4巻 
  1. 1999年1月7日発行 ISBN 4-06-335102-5
  2. 1999年8月6日発行 ISBN 4-06-335105-X
  3. 2000年3月9日発行 ISBN 4-06-335107-6
  4. 2000年9月8日発行 ISBN 4-06-335111-4
- せがわまさき『鬼斬り十蔵新装版』講談社〈アッパーズKC〉、全4巻 
  1. 2003年9月16日発行 ISBN 4-06-346210-2
  2. 2003年9月16日発行 ISBN 4-06-346211-0
  3. 2003年10月9日発行 ISBN 4-06-346222-6
  4. 2003年10月9日発行 ISBN 4-06-346223-4